# سد ذراع الديس (تاشودة)
سد ذراع الديس يقع بتاشودة دائرة العلمة ولاية سطيف بشرق الجزائر ويحد بلدية القلتة الزرقاء. أنشئ في عهد الرئيس عبد العزيز بوتفليقة وهو من بين سدود الجزائر الهامة بمنطقة الهضاب العليا ضمن مشروع التحويلات المائية الكبرى.
طاقة تخزين السد للمياه تقدر بحوالي 190 مليون متر مكعب ويمون سد ذراع الديس 29 بلدية بوسط غرب وجنوب بولاية سطيف بالماء الصالح للشرب بما يعادل أكثر من 700 ألف نسمة يتم جلب مياهه من سد إيغيل أمدة بدائرة خراطة في بجاية وسد تابلوط في جيجل، عبر قناة رئيسية طولها حوالي 30 كلم، ثلاث محطات ضخ بقدرة 6,000 لتر.
واجه تشييد سد ذراع الديس مشاكل وصعوبات وأدى إلى توقف المشروع بسبب النفق الذي يبلغ طوله 30 كم، وأنجز منه 3.50 كم، لأنه معرض لانجراف التربة.

## وصلات خارجية
- الموقع الرسمي لوزارة الموارد المائية الجزائرية نسخة محفوظة 31 ديسمبر 2017 على موقع واي باك مشين.